# 養蠶所

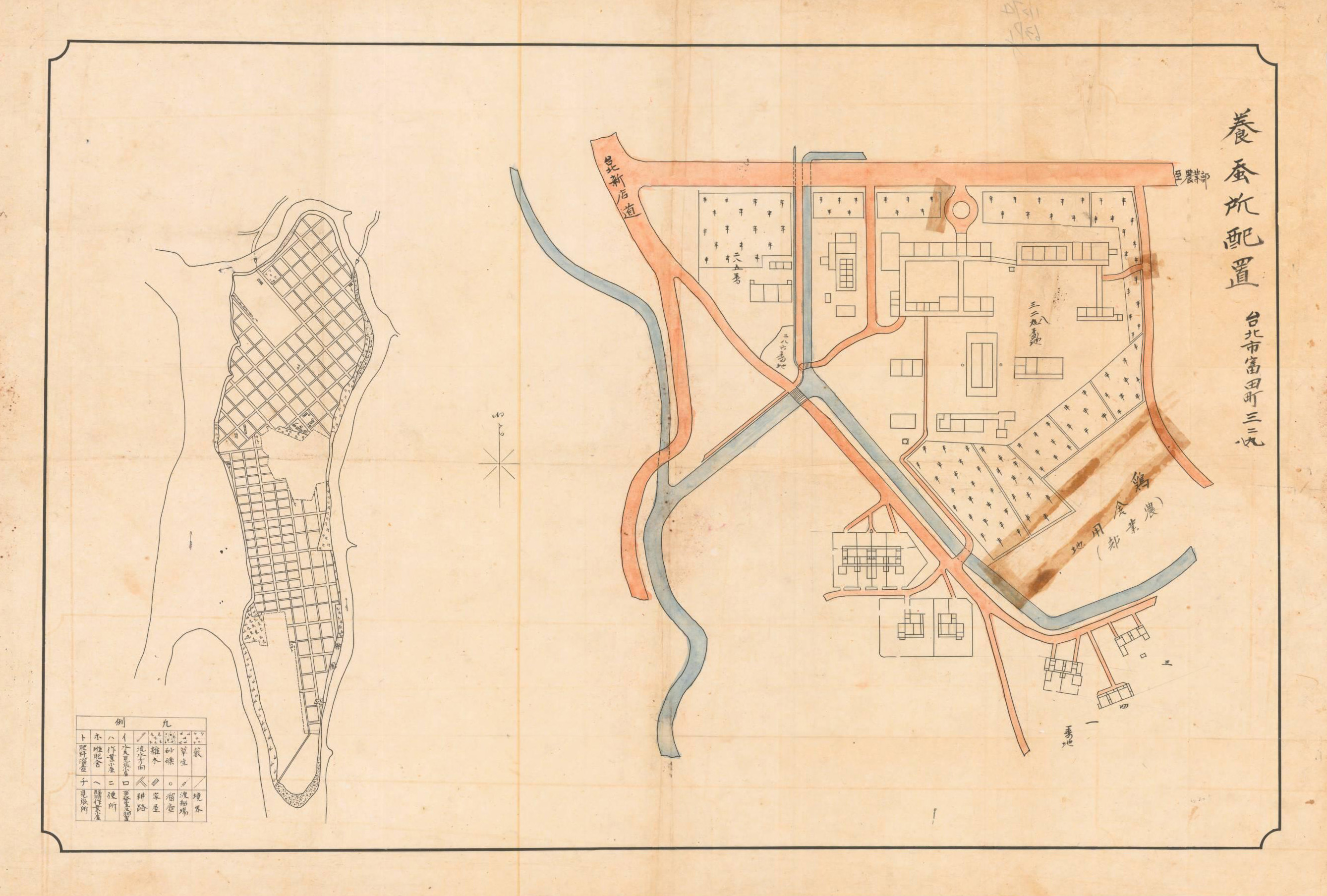
養蠶所配置，現存蠶業改良場宿舍為圖中右下角的雙併建築。

養蠶所為台灣總督府殖產局的附屬機構，於1912年設立於臺北廳，從事蠶種的檢查、取締、製造、供給、桑苗培育，以及相關試驗和調查，並舉辦蠶業的講習及指導，在各地設有多處出張所。其過去的本部設於台北市富田町，現址為臺北市民族實驗國民中學，國立臺灣師範大學公館校區則是其桑園所在。
在第二次世界大戰後，養蠶所改組為「台灣省政府農林處蠶業改良場」，之後成為現在的苗栗農改場。在過去的養蠶所相關設施中，現僅存蠶業改良場宿舍，於2018年被登錄為臺北市歷史建築。

## 沿革
1909年，臺灣總督府最初在台北農業試驗場成立桑苗養成所。1912年，實施《蠶業獎勵規則》。1913年12月25日，公告在臺北廳大加蚋堡頂內埔庄設置「臺灣總督府民政部殖產局附屬養蠶所」，位在臺灣總督府農事試驗場西側。隨著日本在1934年３月28日公告《原蠶種管理法》，將原蠶種的生產及配給納入國家管制，並於1934年12月1日在新竹州大湖庄設立「農林省蠶業試驗場臺灣飼育所」。臺灣總督府則隨後在1935年4月18日，公告設立養蠶所基隆出張所（基隆港合同廳舍內）、竹東出張所（竹東郡役所內）、竹南出張所（竹南郡役所內）、苗栗出張所（苗栗郡役所內）、大湖出張所（大湖郡役所內）、埔里出張所（能高郡役所內）、屏東出張所（屏東郡役所內）。1938年5月24日，在臺中州廳內增設養蠶所臺中出張所。1940年2月8日，在東勢街增設養蠶所東勢野蠶育種出張所，但隨後在1943年5月30日裁撤之。
二戰後，臺灣總督府養蠶所改為「臺灣行政長官公署農林處養蠶所」，在1946年改稱「蠶業改良場」。在1947年5月隨省政府改制，改為「臺灣省政府農林處蠶業改良場」。1949年，農林處改為農林廳。在臺北市的蠶野改良場為因應都市發展，於後將附設桑園售予國立臺灣師範大學，蠶改場的場址售予臺北市政府作國中用地。蠶改場則在1977年5月6日遷往苗栗縣公館鄉，成為現在的苗栗區農改場。

## 文化資產
蠶業改良場宿舍建於1915年，為一幢日式雙併建物，其按照標準官舍形式興建。目前閒置待修復。